# Megalomphalus schmiederi
Megalomphalus schmiederi is een slakkensoort uit de familie van de Vanikoridae. De wetenschappelijke naam van de soort is voor het eerst geldig gepubliceerd in 1996 door McLean.